# اچ‌ام‌ای‌اس ماری‌براوت (جی۱۹۵)
اچ‌ام‌ای‌اس ماری‌براوت (جی۱۹۵) (به انگلیسی: HMAS Maryborough (J195)) یک کشتی بود که طول آن ۱۸۵ فوت ۸ اینچ (۵۶٫۵۹ متر) بود. این کشتی در سال ۱۹۴۰ ساخته شد.